# Tetrígids
Els tetrígids (Tetrigidae) són una família d'ortòpters celífers coneguts vulgarment com a llagostes gall fer, llagostes pigmees o llagostes pigmeus. Hi ha aproximadament 1.600 espècies i prop de 250 gèneres en total.